# American Supreme
American Supreme es el quinto álbum de estudio de la banda neoyorkina Suicide, publicado en octubre de 2002 por Mute Records. Fue el primer disco autoproducido del dúo y su último lanzamiento de estudio a la fecha.

## Lista de canciones
Todas las canciones escritas por Alan Vega y Martin Rev.
| N.º | Título                    | Duración |  |
| 1.  | «Televised Executions»    | 6:11     |  |
| 2.  | «Misery Train»            | 5:18     |  |
| 3.  | «Swearin' to the Flag»    | 4:51     |  |
| 4.  | «Beggin' for Miracles»    | 5:01     |  |
| 5.  | «American Mean»           | 5:04     |  |
| 6.  | «Wrong Decisions»         | 4:29     |  |
| 7.  | «Death Machine»           | 4:16     |  |
| 8.  | «Power au Go-Go»          | 4:14     |  |
| 9.  | «Dachau, Disney, Disco»   | 5:18     |  |
| 10. | «Child, It's a New World» | 4:52     |  |
| 11. | «I Don't Know»            | 5:39     |  |

| Live in London 1998 (CD adicional edición limitada) |                      |          |  |
| N.º                                                 | Título               | Duración |  |
| 1.                                                  | «White Man»          | 9:04     |  |
| 2.                                                  | «Harlem»             | 8:55     |  |
| 3.                                                  | «I Surrender»        | 6:50     |  |
| 4.                                                  | «Show Me Tha' Money» | 12:34    |  |
| 5.                                                  | «Girl»               | 11:15    |  |
| 6.                                                  | «Rocket USA»         | 13:20    |  |
| 7.                                                  | «Jukebox Baby»       | 7:25     |  |

## Créditos
| - Alan Vega – voz - Martin Rev – teclado | - Ingeniería por Perkin Barnes. - Dirección de arte y diseño por Scott King. - Fotografía por Jonathan de Villiers. - Ensayo escrito por Matt Worley. |